# Aschach, Franconia Inferioară

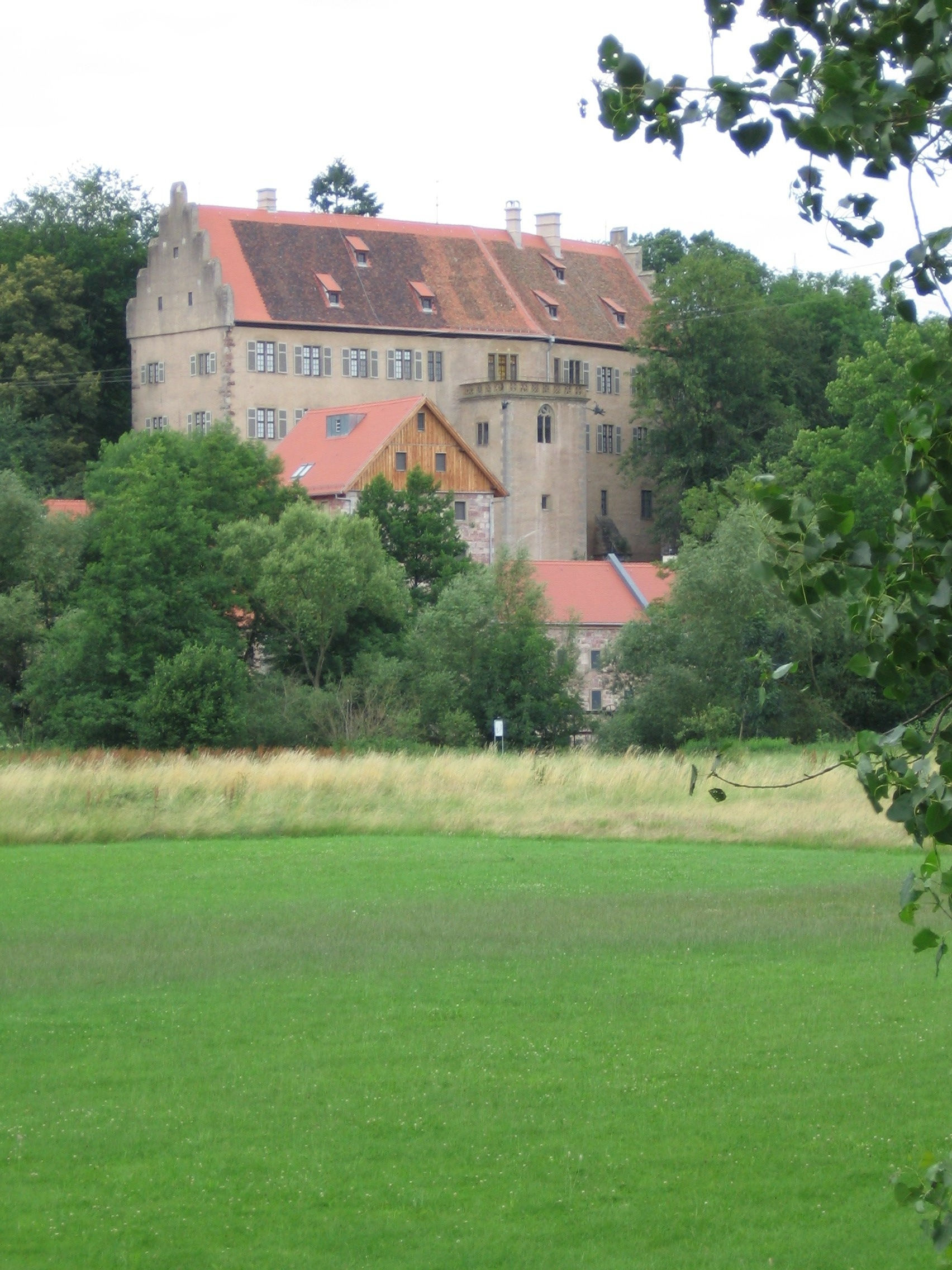
Castelul din localitate

Aschach este o localitate din Unterfranken ce aparține de Bad Bocklet din Germania. Localitatea are ca. 1000 de locuitori, fiind situat în vest la ca. 2 kilometri de Bad Bocklet și la nord la ca. 9 km de Bad Kissingen de la poalele Rhönului. Satul este traversat de pârâul cu același nume care se varsă în râul Fränkische Saale. Clădirea principală a satului este castelul care datează din secolul XV fiind întemeiat de familia Henneberg și care s-a păstrat într-o starea relativ bună. In parcul castelului se află un muzeu școlar. Cea mai mare asociație sportivă din Bad Bocklet, este Asociația Sportivă din Aschach, cu ca. 500 de membri, în afară există în localitate asociații ale drumeților, grădinarilor, pompierilor voluntari ca și o asociație corală. Poate deveni interesant pentru vizitatori, drumurile amenajate pentru cicliști sau drumeți și sursele de informație despre păsările locale. 

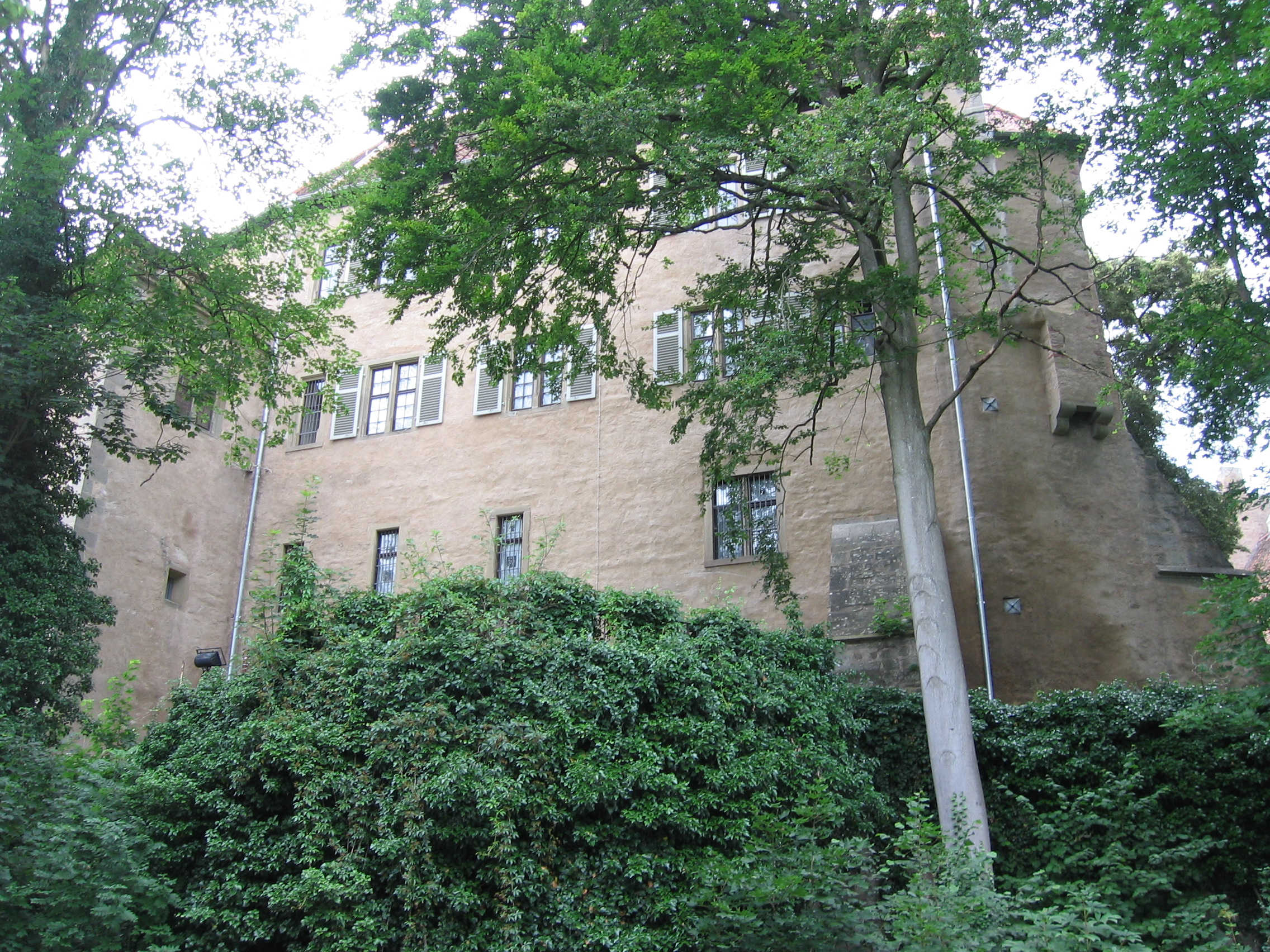
Castelul  Aschach
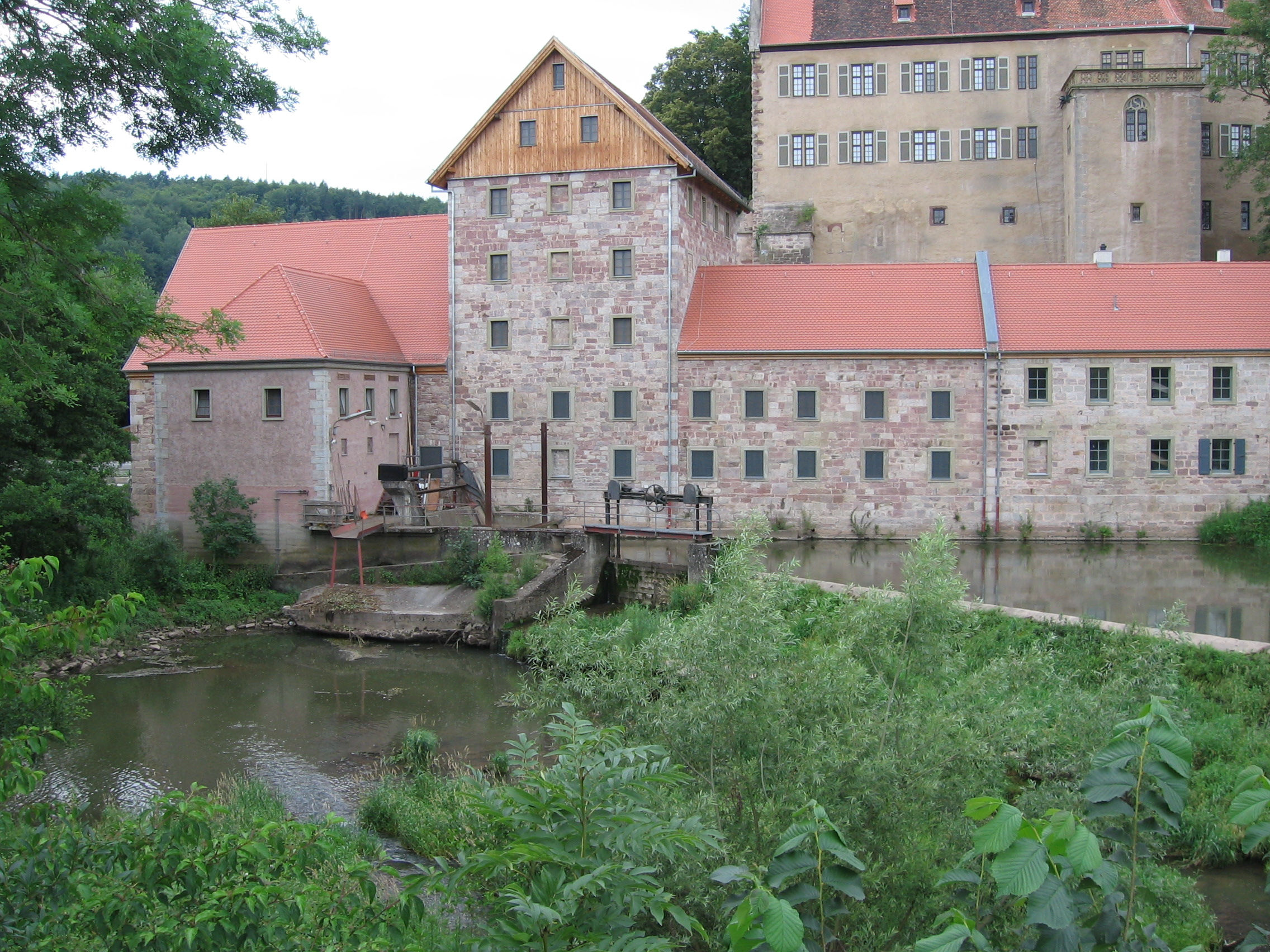
Castelul  Aschach
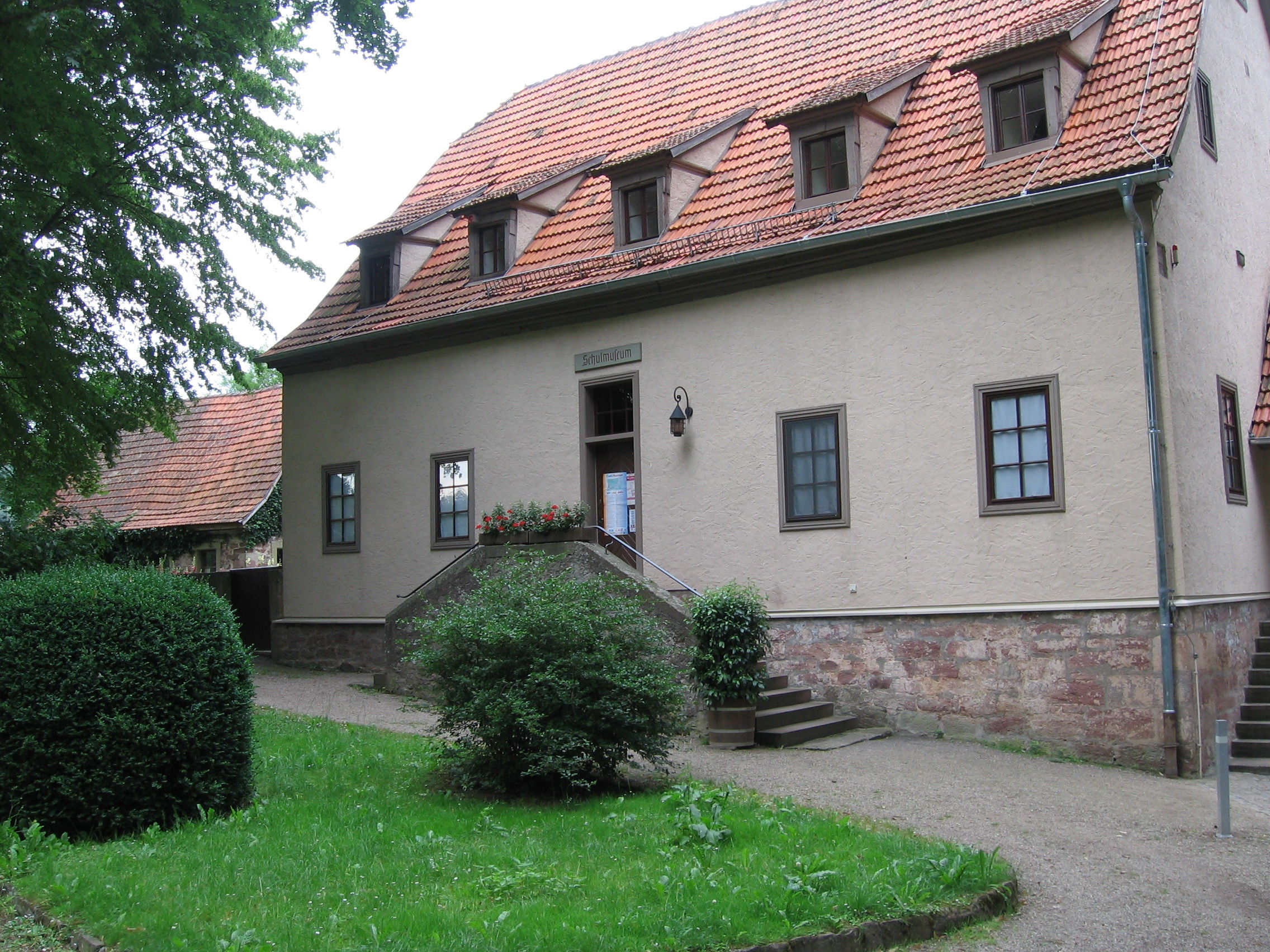
Muzeul scolar Aschach